# Вознесенский собор (Новочеркасск)
Патриарший Вознесе́нский войсково́й всеказачий собор — православный храм в городе Новочеркасске Ростовской области, второй кафедральный собор Ростовской-на-Дону епархии Русской православной церкви и главный храм Донского казачества. Патриарший собор патриарха Московского и всея Руси (с 2014 года).
Здесь покоятся останки донских героев-военачальников: атамана Донского казачьего войска графа Матвея Платова, Василия Орлова-Денисова, Ивана Ефремова, Якова Бакланова.

## История

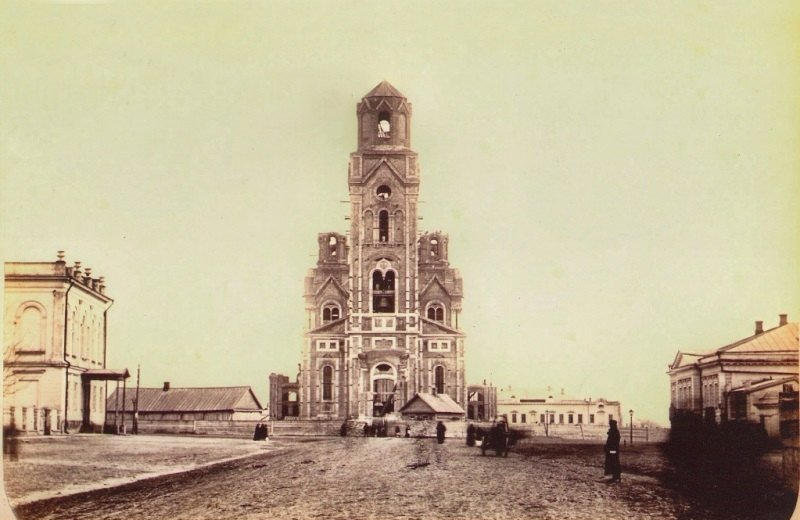
Строительство второго собора, 1862 год

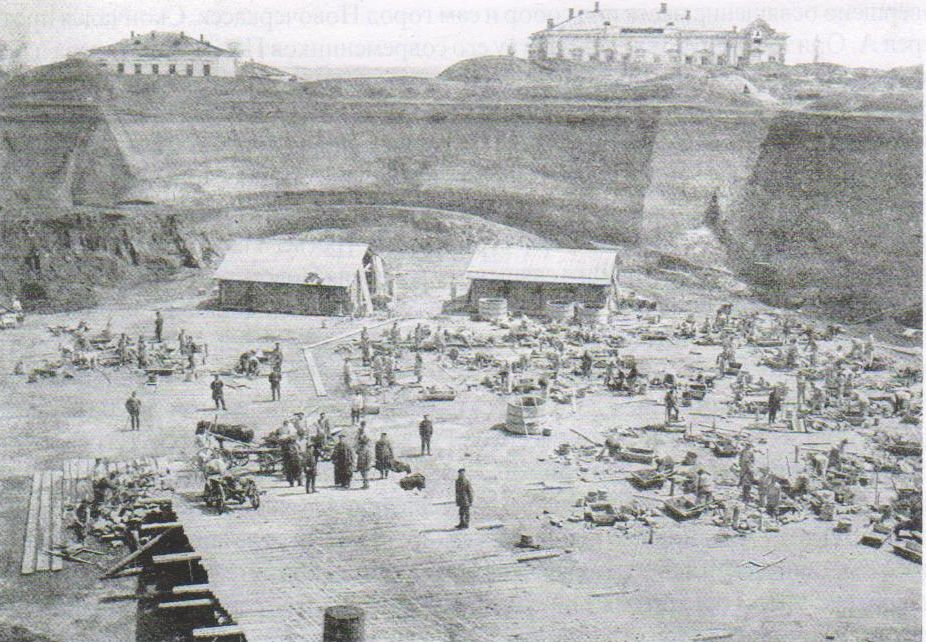
Кладка фундамента третьего собора, 1890-е годы

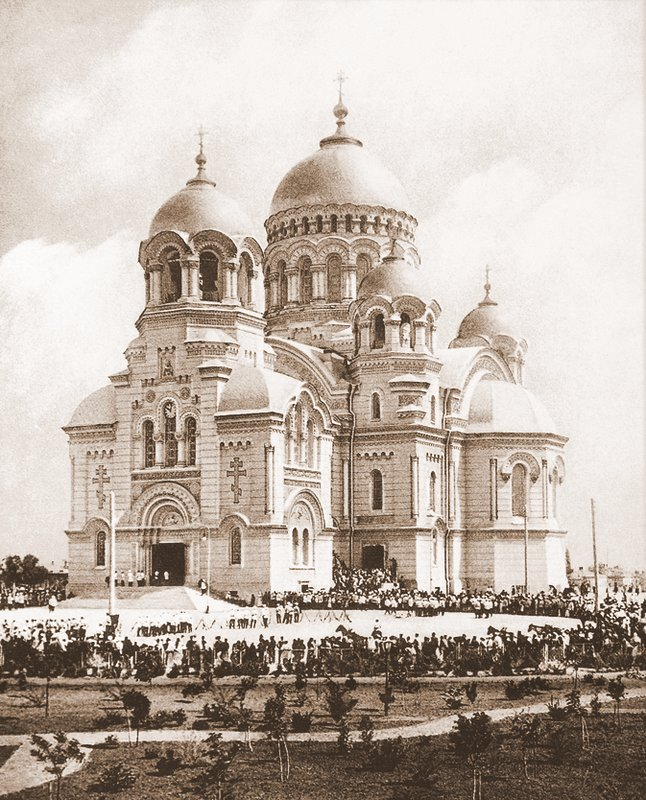
Собор в 1905 году

До основания Новочеркасска главным храмом Донского войска служил Воскресенский войсковой собор в Черкасске.
Вознесенский собор был заложен при основании города Новочеркасска в 1805 году, в праздник Вознесения Господня. Фактически же строительство началось только 1 октября 1811 года. Автором проекта был архитектор Алоизий Руска. Перед строительством храма были проведены большие землеустроительные работы по выравниванию прилежащего к будущему храму проспекта (ныне Платовский проспект). После того, как в 1818 году братья Руска покинули Россию, строительство собора продолжил архитектор Амвросимов. В 1846 году при сведении главного купола неожиданно обрушилась часть храма. То же самое произошло в 1863 году со вторым вариантом собора, строившимся по проекту Ивана Вальпреде.
В 1891 году казаками было принято решение приступить к строительству третьего варианта собора, проект разработал академик архитектуры Александр Ященко. 24 марта 1891 года проект был высочайше утверждён. В 1896 году проект в целях повышения прочности и снижения веса и рисков нового обрушения был переработан инженер-полковником Константином Лимаренко, который в дальнейшем и руководил строительством собора вплоть до его завершения в 1904 году. Здание в целом освятили и открыли только 6 мая 1905 года.

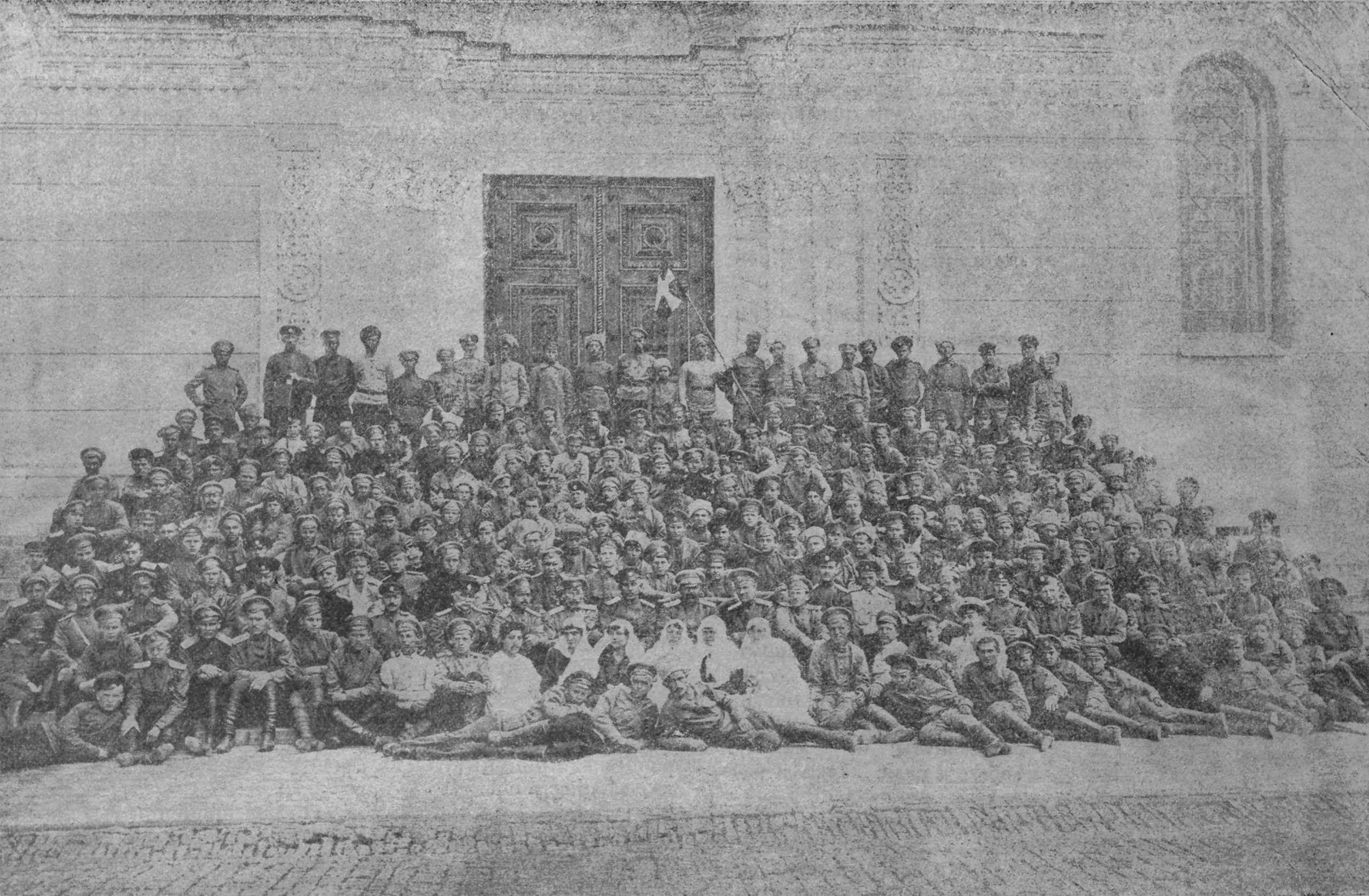
1918 год. На ступенях собора — участники Степного похода.

После окончания строительства собора, в связи с приближающимся 100-летием Отечественной войны 1812 года, 4 (17) октября 1911 года были с почестями перезахоронены в новой усыпальнице в нижнем храме Покрова Пресвятой Богородицы казачьи военные герои Отечественной войны 1812 года атаман Донского казачьего войска, граф генерал Матвей Платов, граф генерал Василий Орлов-Денисов, генерал Иван Ефремов, и герой кавказских войн генерал Яков Бакланов).
С сентября 1888 года клириком храма служил Захария (Лобов), в будущем священномученик (в 1903—1923 годах он был ключарём собора).
В советское время с куполов было снято позолоченное медное покрытие, взамен храм должны были покрыть листами железа, но долго этого не делали, и здание постоянно подвергалось воздействиям среды — заливалось, засыпалось снегом. Была выведена из строя система отопления. В 1934 году Вознесенский собор был закрыт, здание использовали как склад.
Собор был вновь открыт в 1942 году, во время немецкой оккупации. В послевоенные годы в подвальных помещениях находился продуктовый склад, а наверху шли церковные службы.
С 1986 года по 1994 год в Вознесенском кафедральном соборе служил архимандрит Модест (Потапов). В 1989 году он был назначен настоятелем собора. Архимандрит Модест начал процесс восстановления и реставрации собора.
В 2001 году начались крупномасштабные реставрационные работы. В 2005 году, к 200-летию Новочеркасска и 100-летию открытия собора, реставрация фасада здания была успешно завершена. Оборудована система подсветки и проекций библейских сюжетов на фасад. В 2010—2011 годах купола были вновь покрыты золотыми листами, а в крест вставлен камень из горного хрусталя.
В 2014 году указом Святейшего Патриарха Московского и всея Руси Кирилла ко дню Святой Пасхи 2014 года храму Вознесения Господня усвоен статус Патриаршего Вознесенского войскового всеказачьего собора. Новочеркасский собор стал вторым Патриаршим собором в России. До этого Патриаршим был Успенский собор Московского Кремля. В 2015 году Банк России выпустил памятную серебряную монету номиналом 3 рубля с изображением собора.

## Архитектура
Новочеркасский войсковой Вознесенский кафедральный семиглавый собор был построен в неовизантийском стиле. Он относится к типу крестово-купольных храмов. Центральный полусферический купол над главным нефом обрамляют четыре купола четырёхъярусных колоколен. С западного входа пристроена главная колокольня с куполом, выполняющая роль главного входа с папертью. С восточной стороны собор ограничивает полукруглая двухъярусная апсида с 7-м куполом. С севера и юга также имеются две трёхоконные апсиды. Купола вознесены на барабанах с колоннами, арками и кокошниками на восьмиугольных основаниях (восьмерик на четверике). Храм вознёсся на высоту 74,7 м, уступив по размерам только храму Христа Спасителя и Исаакиевскому собору, вмещает около 5000 прихожан. Размеры храма: длина внутри — 72,5 м, длина снаружи — 76,8 м, ширина внутри — 57,6 м, ширина снаружи 62 м, полная высота внутри храма — 51,2 м, с крестом — 74,7 м. На каждом портале предусматривалось разместить по шесть колонн высотой 13 м и диаметром 1,5 м.
Затраты на строительство составили около 2 миллионов рублей. На колокольне разместили девять колоколов общим весом около 33 тонн. Колокола поднимали вручную канатами.
Первоначально все купола собора были покрыты червонным золотом, а главный крест инкрустирован горным хрусталём. Работы по золочению куполов проводила фирма Семёна Абросимова из Санкт-Петербурга. Высота центрального купола с крестом достигает 74,7 м. На фасаде собора фирма «Альтшвагер» в 1902 году установила часы диаметром около 2 м. Часовой механизм был внутри собора.

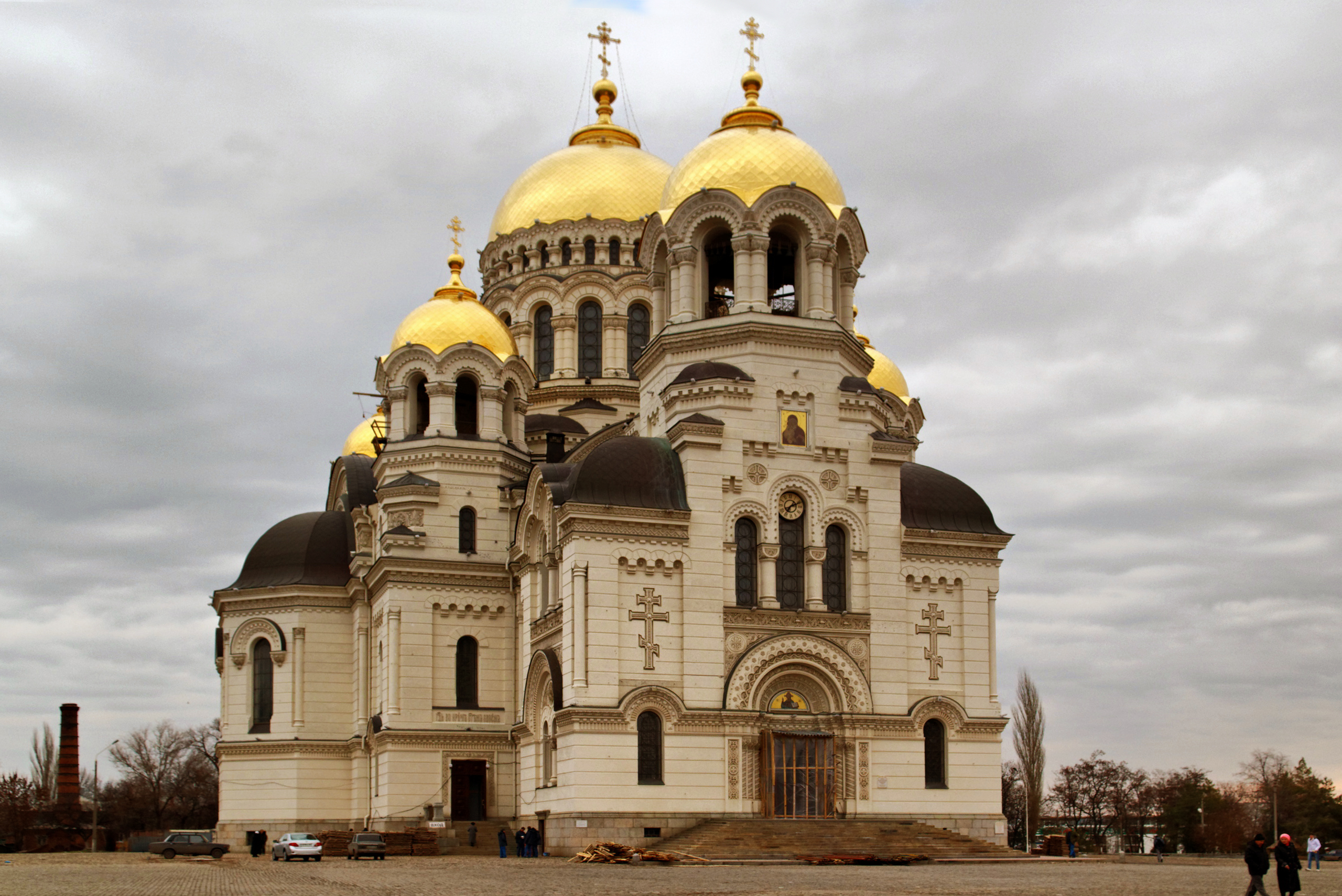
Вид с запада
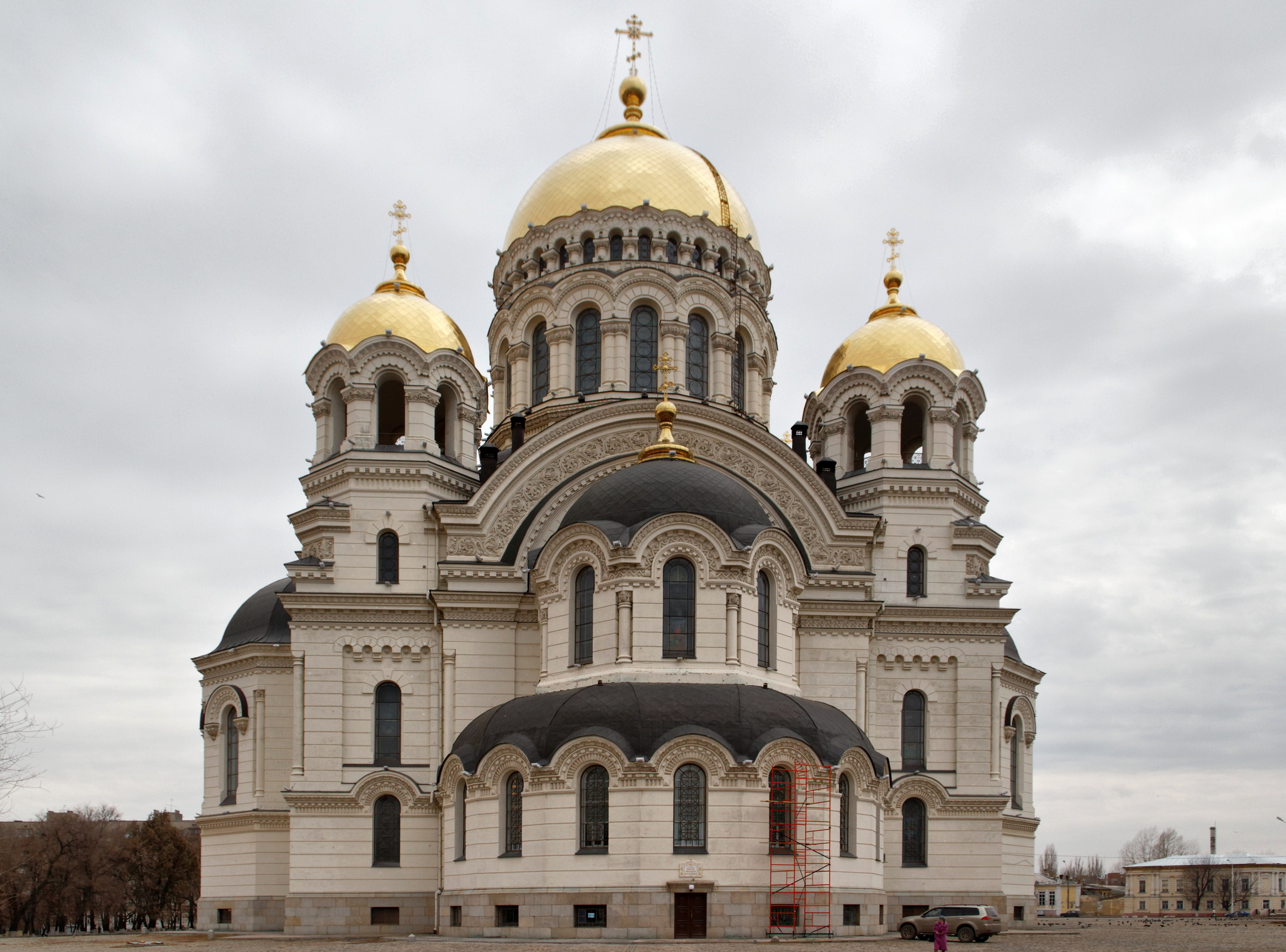
Вид с востока
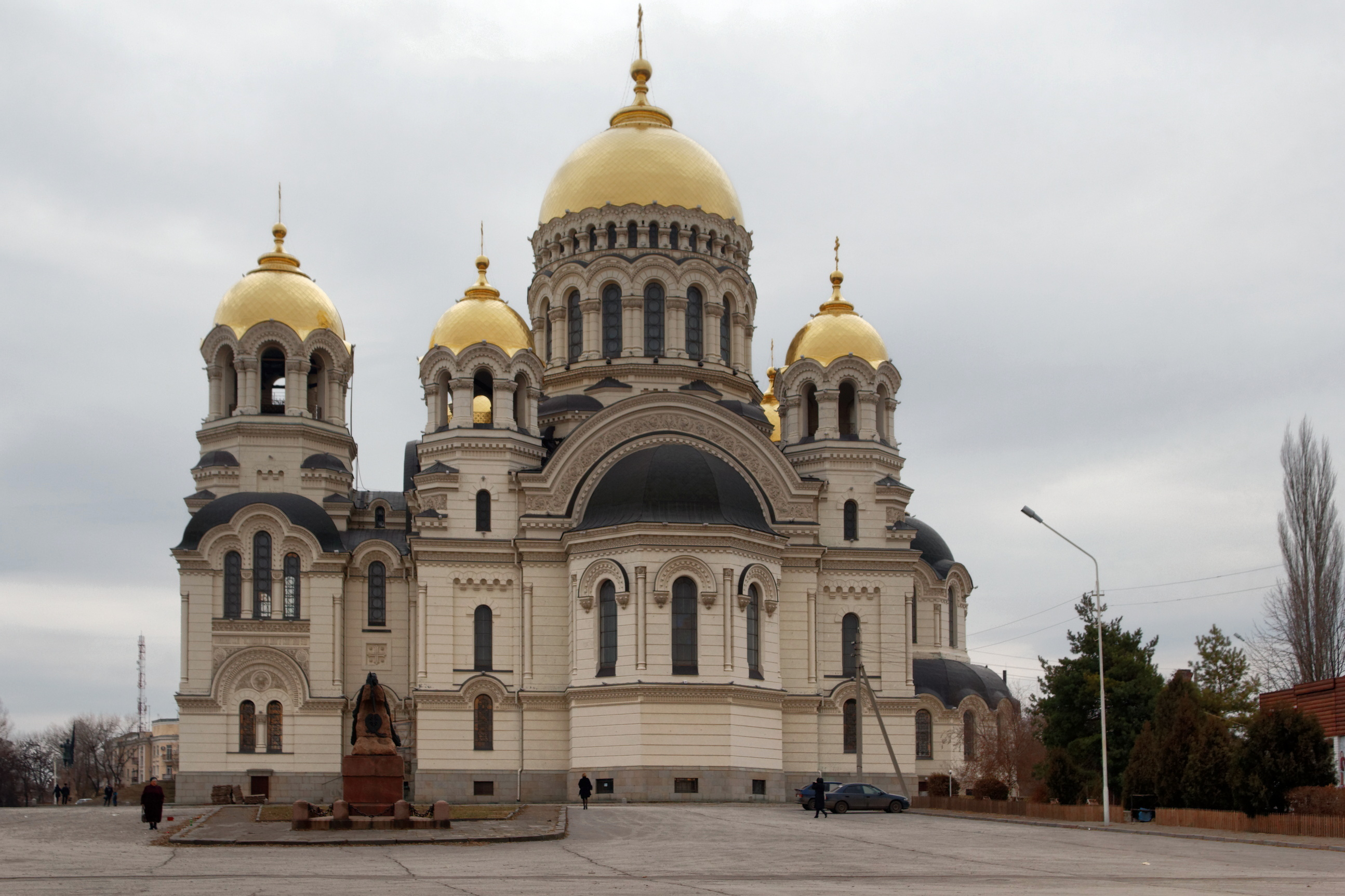
Вид с юга

### Интерьер
Внутренне убранство включает в себя растительный орнамент, равносторонние четырёхконечные кресты, золотые шестиконечные звезды, изображения святых, пальм и павлинов. Из цвета преобладает золотой, бордовый, синий и зелёный цвет.
- юго-восточная опора: Алексий, митрополит Московский, Василий Великий, апостол Павел (внизу), евангелист Матфей (наверху).
- северо-восточная опора: Петр, митрополит Московский, Иаков, брат Господень (внизу), орел (в середине), евангелист Иоанн (наверху), жены-мироносицы (наверху)
- северо-западная опора: евангелист Марк (наверху)
- северо-восточная опора: Иоанн Златоуст, Великомученик Пантелеимон (внизу), евангелист Лука (наверху)

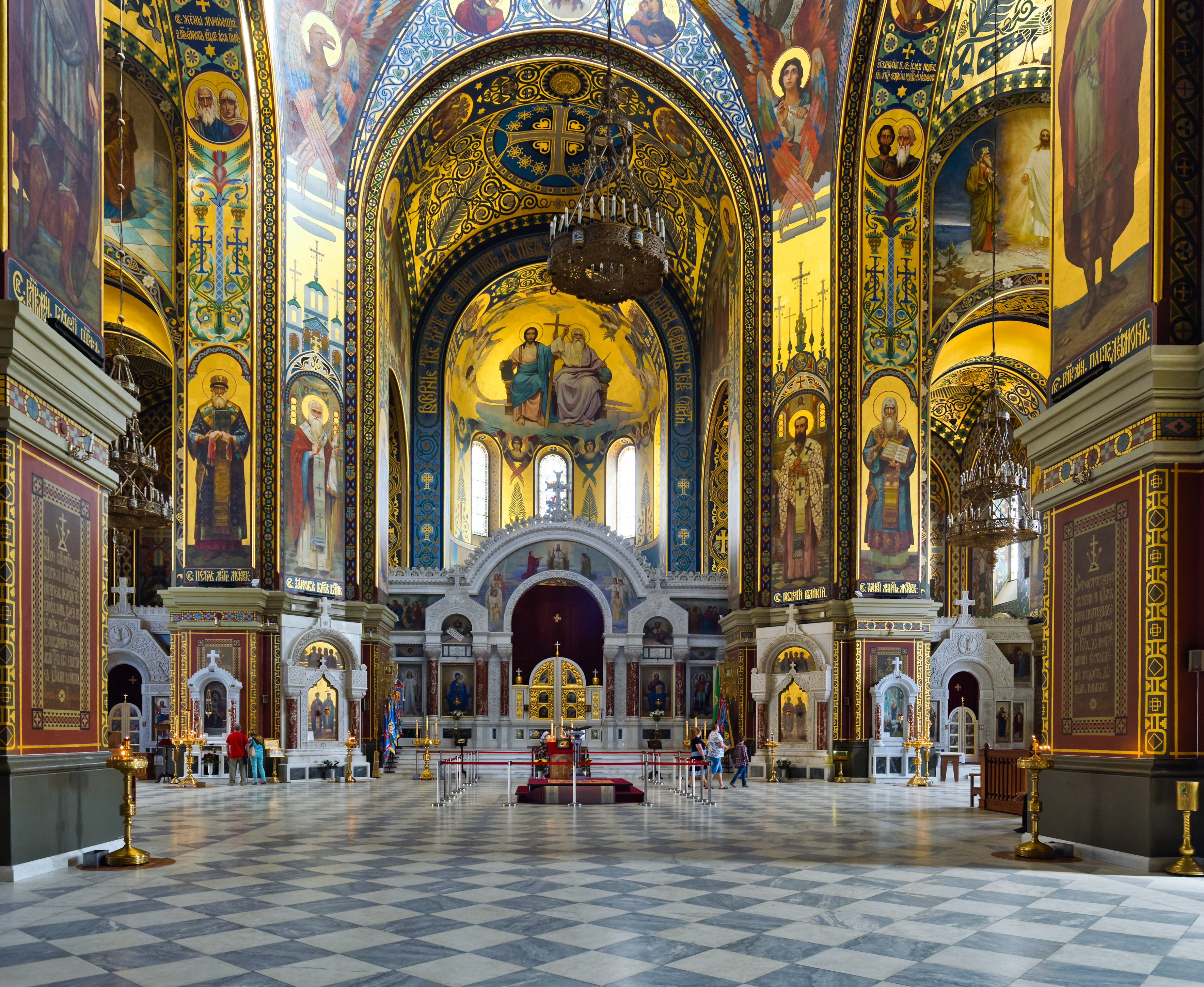
Главный храм
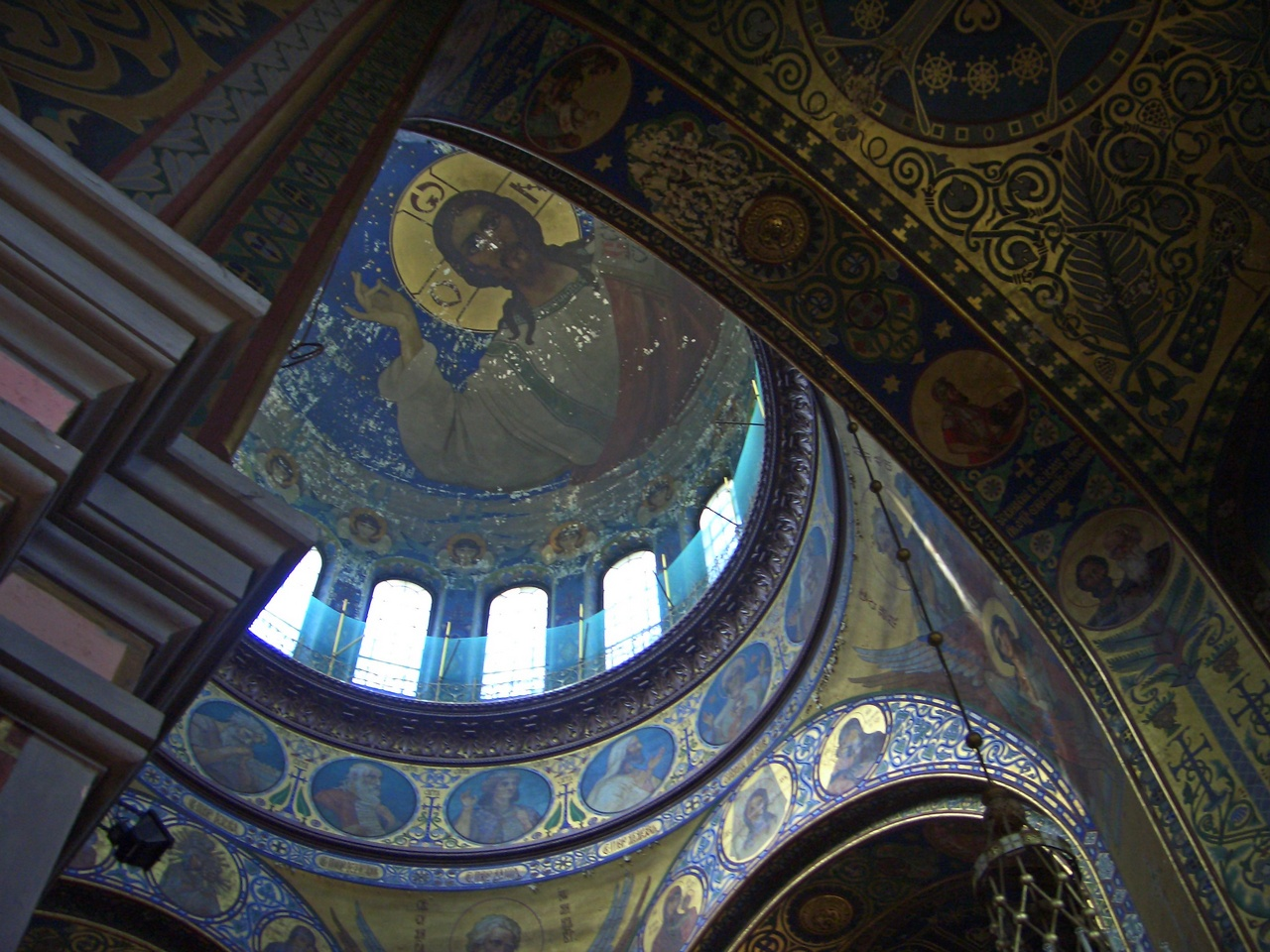
Купол
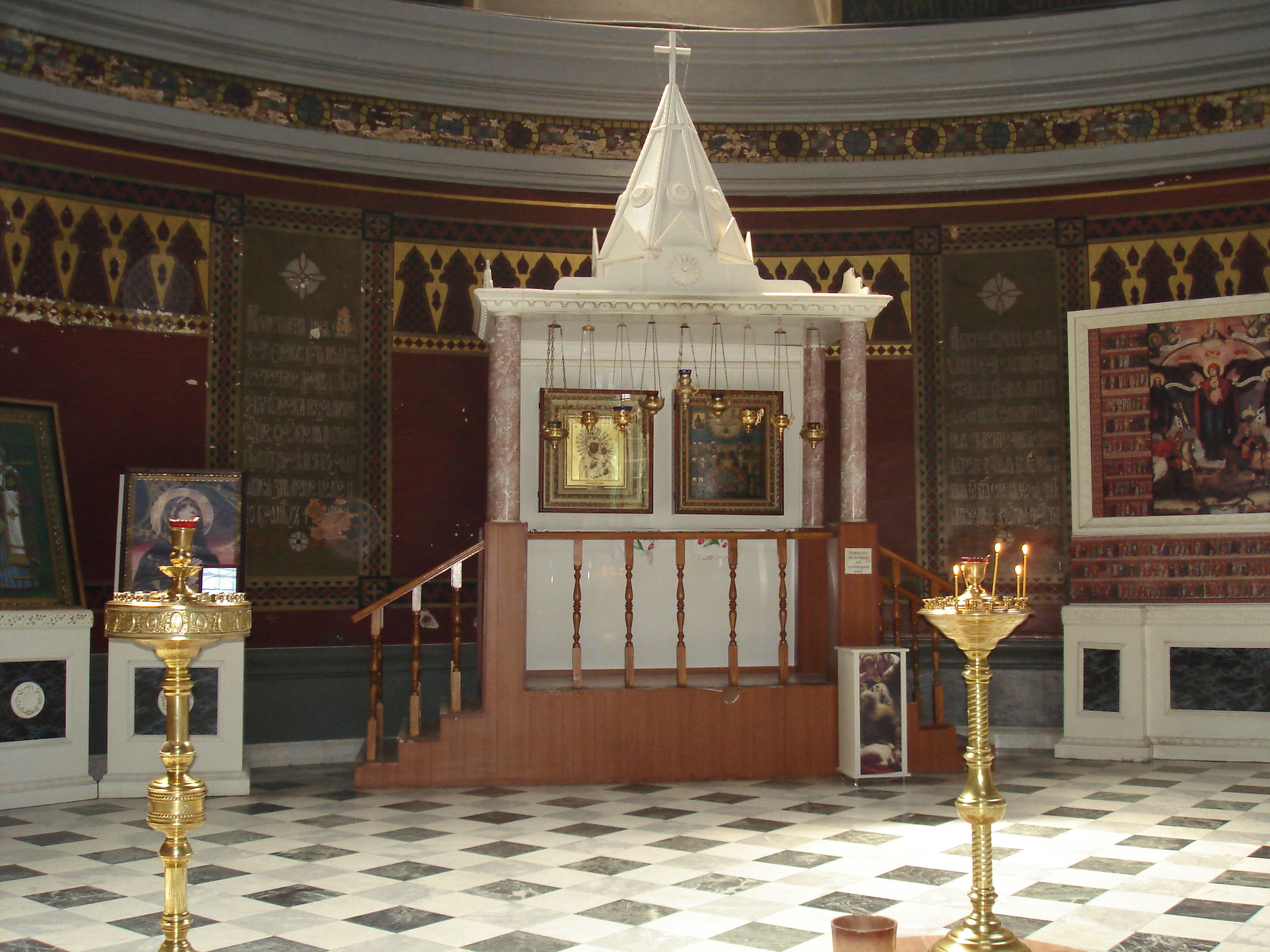
Придел

## Технологии
Для строительства столь крупного сооружения в городе был построен кирпичный завод, который производил около двух миллионов штук кирпича в год. Для снабжения строительства водой построили водопровод, по нему вода на стройку поступала из реки, работала своя электростанция, для испытания материалов оборудовали специальную лабораторию. Для увеличения прочности конструкции использовался железобетон. Требования к механической прочности кирпича составляли по сопротивлению к разрушению не менее 40 пудов на 1 кв. дюйм (современная аналогия — марка кирпича М-125). Сопротивление песчаника — 160 пудов на 1 кв. дюйм. Цемент привозился из Одессы, Новороссийска, Москвы, Керчи и др.
Колонны храма изготавливались из Калитвенского камня, мелкозернистого песчаника бело-розового цвета с алыми прожилками. Полы в храме были выложены из мраморных плит. Белый мрамор для полов и ступеней поставлялся из Италии, розовый мрамор для колонн поставляли из Франции. Для обработки мрамора на соборной площади работали мраморные мастерские. Всего в храме было уложено 5600 мраморных плит серого, белого, розового и зелёного цветов.
В подвальных помещениях здания размещались нагревательные печи, работающие зимой по системе Аммосова. Глубина подвалов составляла около 15 метров.

## Святыни
- В храме находятся иконы Божией Матери: Донская, «Аксайская», «Живоносный источник» и «Взыскание погибших».
- Усыпальница с мощами святителя Иоанна (Доброзракова).